# Steppin' in Society
Pour plus de détails, voir Fiche technique et Distribution.
Steppin' in Society est un film américain réalisé par Alexander Esway, sorti en 1945.

## Fiche technique
- Titre : Steppin' in Society
- Réalisation : Alexander Esway
- Assistant-réalisateur : Harry Knight
- Scénario : Bradford Ropes d'après un roman de Marcel Arnac
- Photographie : Reggie Lanning
- Montage : Harry Keller
- Musique : Joseph Dubin
- Direction musicale : Morton Scott
- Direction artistique : Gano Chittenden
- Décors : Otto Siegel
- Costumes : Adele Palmer
- Son : T.A. Carman
- Producteur : Joseph Bercholz
- Société de production : Republic Pictures Corp.
- Société(s) de distribution : Republic Pictures Corp. (États-U nis), British Lion Film Corporation (Royaume-Uni)
- Pays d'origine :  États-Unis
- Langue : Anglais américain
- Format : Noir et blanc — 35 mm — 1,37:1 — Son : Mono
- Genre : Comédie policière
- Durée : 72 minutes (1 h 12)
- Dates de sortie : 
  - États-Unis : 9 juillet 1945

## Distribution
- Edward Everett Horton : Juge Avery Webster
- Gladys George : Penelope Webster
- Ruth Terry : Lola Forrest
- Robert Livingston  : Montana
- Jack La Rue : Bow Tie
- Lola Lane : La Duchesse
- Isabel Jewell : Jenny the Juke
- Frank Jenks : George
- Paul Hurst : Cookie
- Harry Barris : Ivory